# Ali-Sadr-Höhle
Die Ali-Sadr-Höhle (Persisch: غار علی صدر, ursprüngliche Bezeichnung Ali Saadr oder Ali Saard, d. h. kalt) ist eine Wasserhöhle in Ali Sadr in Kabudarahang County, etwa 100 Kilometer nördlich von Hamadan, im westlichen Iran.

## Beschreibung
Der Eingang der Höhle befindet sich bei dem Hügel Sari Ghiyeh, in dem sich noch zwei weitere Höhlen befinden, Sarab und Soubashi, die 7 bzw. 11 Kilometer von der Ali-Sadr-Höhle entfernt sind. Das Wasser der Alisadr stammt vermutlich aus einer Quelle der Sarabhöhle.